# 爾雅
爾雅（じが、拼音: Ěryǎ）は、中国最古の類語辞典・語釈辞典・訓詁学書。
儒教では周公制作説があるが、春秋戦国時代以降に行われた古典の語義解釈を漢初の学者が整理補充したものと考えられている。『漢書』芸文志には3巻20篇と記載されているが、現行本は19篇である。
漢唐の古文学や清朝考証学において特に重視され、十三経の一つにも挙げられている。唐代には石経（開成石経）にも刻まれた。

## 構成
巻頭3篇は同義語を分類したもの。これらは例えば「初・哉・首・基・肇・祖・元・胎・俶・落・権輿は始という意味である」（釈詁）という形式をとる。「釈詁」篇は古人が用いた同義語を分類し、「釈言」篇は日常語を、「釈訓」篇はオノマトペを主とする連綿語（2音節語）などの同義語を分類している。
以後の「釈親」「釈宮」「釈器」「釈楽」「釈天」「釈地」「釈丘」「釈山」「釈水」「釈草」「釈木」「釈蟲」「釈魚」「釈鳥」「釈獣」「釈畜」は、事物の名前や語義を解説している。
「釈畜」では牛や馬の毛色に基づく品種分類が述べられており、当時の畜産技術が窺える。同様の分類は敦煌懸泉漢簡『伝馬名籍』や居延漢簡にも見られる。

## 後世の受容
『爾雅』の注釈として、西晋の郭璞の注と北宋の邢昺疏からなる『爾雅注疏』（『十三経注疏』所収）、清の邵晋涵『爾雅正義』、郝懿行『爾雅義疏』などがある。
『爾雅』の不足を補う書物として、著者不明の『小爾雅』や魏の張揖『広雅』がある。北宋の陸佃『埤雅』や南宋の羅願『爾雅翼』はいずれも動植物名を『爾雅』の篇立てにならって分類・解説している。明の朱謀㙔『駢雅』は連綿語を専門に集めた書物である。明末清初の方以智『通雅』は名物学に秀でる。

### 日本
日本では律令制の大学寮において、『文選』・正史と並んで紀伝道（文章道）の教科書として重んじられた。『爾雅』を規範として平安中期、源順が『和名類聚抄』を編んでいる。また江戸時代、貝原好古（貝原益軒の養子）が『和爾雅』（1694年）を、新井白石が『東雅』（1719年、「東方の爾雅」の意）を作っている。